# Metapone madagascarica
Metapone madagascarica é uma espécie de formiga do gênero Metapone, pertencente à subfamília Myrmicinae.